# Скопа
Ско̀па (на италиански: Scopa; на пиемонтски: Scoa, Скоа) е село и община в Северна Италия, провинция Верчели, регион Пиемонт. Разположено е на 622 m надморска височина. Населението на общината е 402 души (към 2010 г.).